# HD 221287 b
HD 221287 b (بالإنجليزية: HD 221287 b)‏ الذي يرمز له بالرمز HD 221287b، هو كوكب خارج المجموعة الشمسية، في كوكبة الطوقان، يتبع HD 221287 ‏.

## الاكتشاف
اكتشف في 5 مارس 2007.